# マジックリアリズム
マジックリアリズム（英: magic realism）、マギッシャーレアリスムス（独: magischer Realismus）、魔術的リアリズム（まじゅつてきリアリズム）は、日常にあるものが日常にないものと融合した作品に対して使われる芸術表現技法で、主に小説や美術に見られる。幻想的リアリズム、魔法的現実主義と呼ばれることもある。魔術 (magic) の非日常、非現実とリアリズム (realism) の日常、現実という相反した状態が同時に表すこの技法はしばしばシュルレアリスム（超現実主義）と同義とされることがあるが、魔術的現実主義は、シュルレアリスムと異なり、ジークムント・フロイトの精神分析や無意識とは関わらず、伝承や神話、非合理などといったあくまで非現実的なものとの融合を取っている手法であるとされることもあるが、先行する芸術作品の影響はやはり顕著である。例えばガルシア＝マルケスの小説において顕著なフォークナーやヘミングウェイなどの影響（直接的モチーフ・パロディなど）や、技法の観点からはシュルレアリスムからの影響も容易に見て取れる。

## 文学

### ドイツ
「魔術的リアリズム」とは元々、ドイツ人の写真家、美術評論家であるフランツ・ローが1925年のマンハイム市立美術館で行われた『新即物主義展（ノイエ・ザッハリヒカイト）』で展示されていた「冷静に現実を表現することによって現れる魔術的な非現実」を感じる作品群の美術的表現であるが、次第に文学表現にも使われるようになった。ヴァイマール時代の魔術的リアリズムの最大の作家はエルンスト・ユンガーだろう。まさに「魔術的非現実」と「合理的現実」を同時に見るという複眼的視線に基づくユンガーの文学は、ドイツの魔術的リアリズムの代表とされ、また夢への強い志向や高度な幻想性を持つユンガーの立場は、ドイツ固有のシュルレアリスム、あるいはシュルレアリスムのドイツ的代替として評価されている(Karl Heinz Bohrer:Die Aesthetik des Schreckens.)。またフランツ・カフカ、ギュンター・グラスも魔術的リアリズムにカテゴライズされることがある。

### ロシア
ロシアの魔術的リアリズムとしては、ニコライ・ゴーゴリ、ミハイル・ブルガーコフ、ニーナ・サドゥールが挙げられる。

### ラテン・アメリカ
しばらく文学において魔術的リアリズムは使われていなかったが、1940年代ヨーロッパから帰国したアレッホ・カルペンティエールやミゲル・アンヘル・アストゥリアスなどがラテンアメリカの文学表現として使い始めたことにより主にラテンアメリカ作家が好んで使う技法となった。元々、ラテンアメリカ文学の土壌にはホルヘ・ルイス・ボルヘスという魔術的リアリズムの根底（注:ボルヘスを魔術的リアリズムの作家とする説もあるが、ボルヘスの作風は魔術的リアリズムという言葉が生まれる前に確立しているためここでは魔術的リアリズムの根底としている。ちなみにボルヘスは、前記のユンガーと交流がある）があり、また、土地柄としてもカリブの土着性と魔術的リアリズムとは親和性が高かったため多くのラテンアメリカ作家がこの表現を好んで使うようになった。60年代の＜ブーム＞と呼ばれるラテンアメリカ文学のブームが起き、小説における魔術的リアリズムは全世界に知られるようになった。とりわけガブリエル・ガルシア＝マルケスの作品『百年の孤独』の影響は強く、多くの人が百年の孤独をモデルに魔術的リアリズムの作品を手がけていった。ほかメキシコのカルロス・フエンテス、イサベル・アジェンデ、レイナルド・アレナス、パブロ・ネルーダがいる。

### 英米圏
イギリスにはアンジェラ・カーター、インド出身のサルマン・ラシュディ、ジャネット・ウィンターソンがおり、アメリカにはキャシー・アッカー、トマス・ピンチョンらがいる。

### 中国
中国では、1990年頃から魔術的リアリズムを取り入れた作家が増えてきており、代表的な人物としては莫言、鄭義、残雪、閻連科などがいる。

### その他
イタリアのイタロ・カルヴィーノ、ポルトガルのジョゼ・サラマーゴ、モロッコのタハール・ベン＝ジェルーン、チェコのミラン・クンデラ、ナイジェリアのベン・オクリらがいる。

### 日本
日本の小説にもマジックリアリズムによる作品を見ることができる。日本へのガルシア＝マルケス紹介に大きな役割を果たした安部公房の小説、『百年の孤独』に影響を受けた大江健三郎の『同時代ゲーム』、中上健次の『千年の愉楽』にはマジックリアリズムといえる側面がある。阿部和重の『ニッポニアニッポン』『シンセミア』『グランド・フィナーレ』『ピストルズ』は東根市神町を舞台にした魔術的リアリズムである。マジックリアリズムによる作品はほかに池上永一、池澤夏樹、筒井康隆などラテンアメリカ文学の影響を受けた諸作家の作品に見ることができる。
また、村上春樹のスリップストリーム的作品などもマジックリアリズムの小説と呼ばれることもある。日本ではマジックリアリズム=純文学という見方が一般的であるが、森見登美彦や桜庭一樹など、エンターテインメントに属する作家もこの手法を取り入れている。

## 美術
マジックリアリズムを使った美術家としてはジョージ・トゥーカー、ルネ・マグリットやオットー・ディックスなどが挙げられる。
シュルレアリスムとの視覚的な近接性が存在するほか、新即物主義との境界もあいまいである。種村季弘の著書『魔術的リアリズム』では、「魔術的リアリズム（マジックリアリズム）」という言葉と「新即物主義（ノイエ・ザッハリッヒカイト）」という言葉をほぼ同義で用いている。

### マジックリアリズムの画家とされる画家の作品

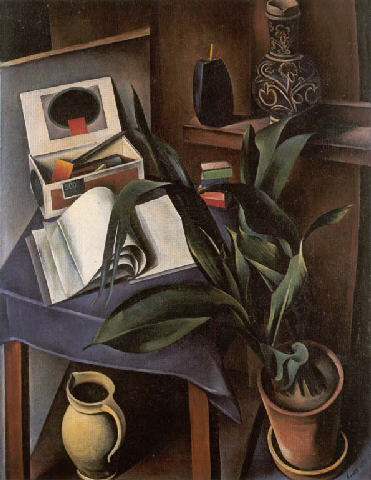
(画)アレクサンデル・カノルト 「静物画」(1922)
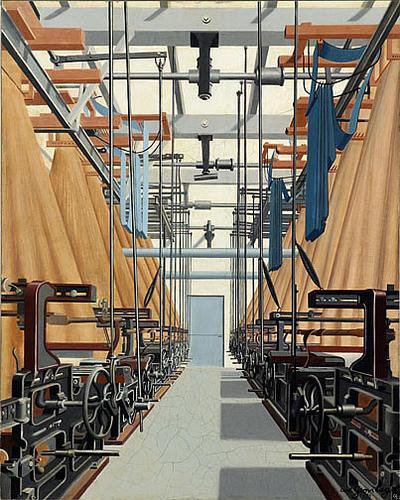
(画)カール・グロスベルク 織物工場 (1934)
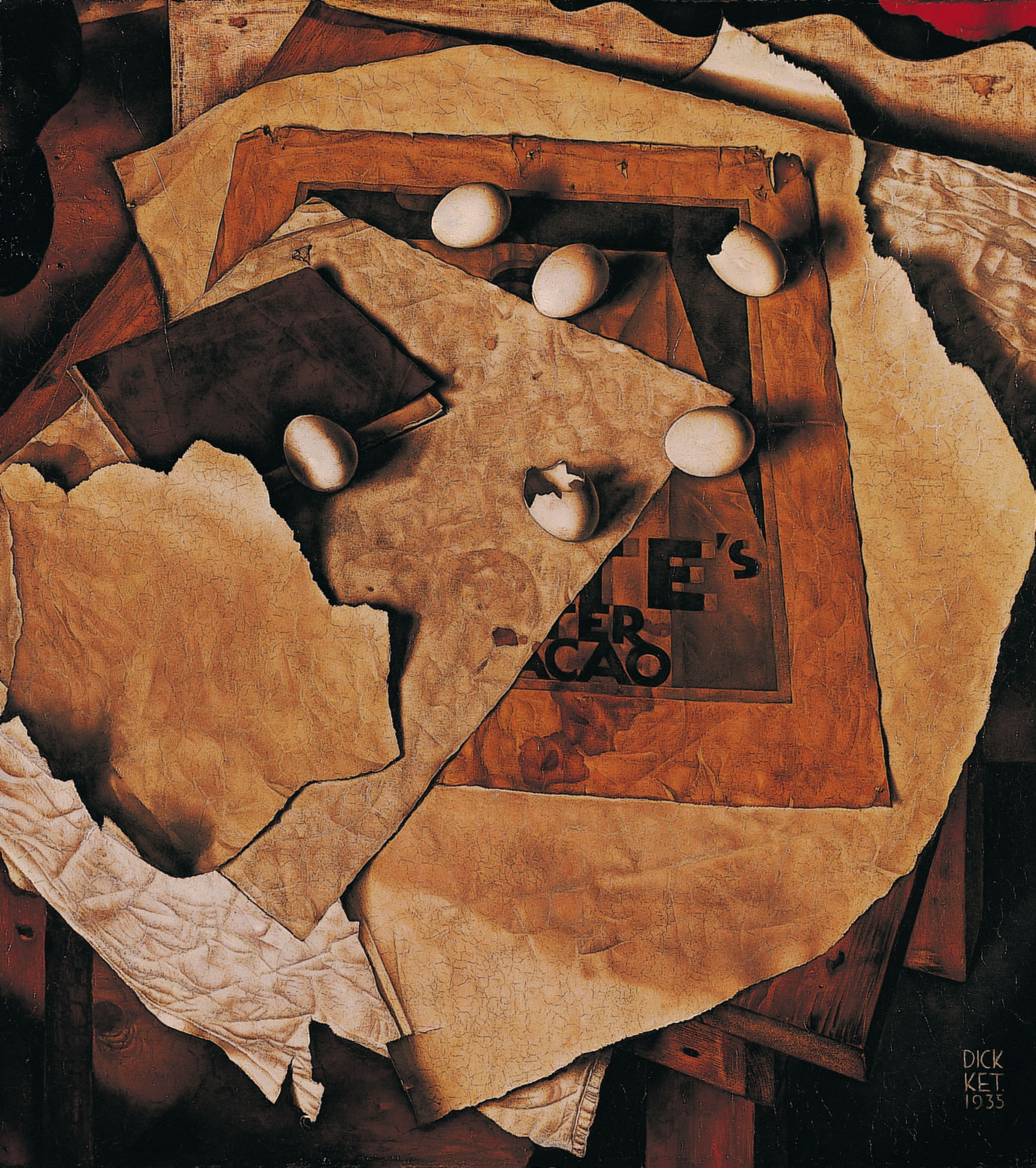
(画)ディック・ケット 「卵のある静物画」(1935)
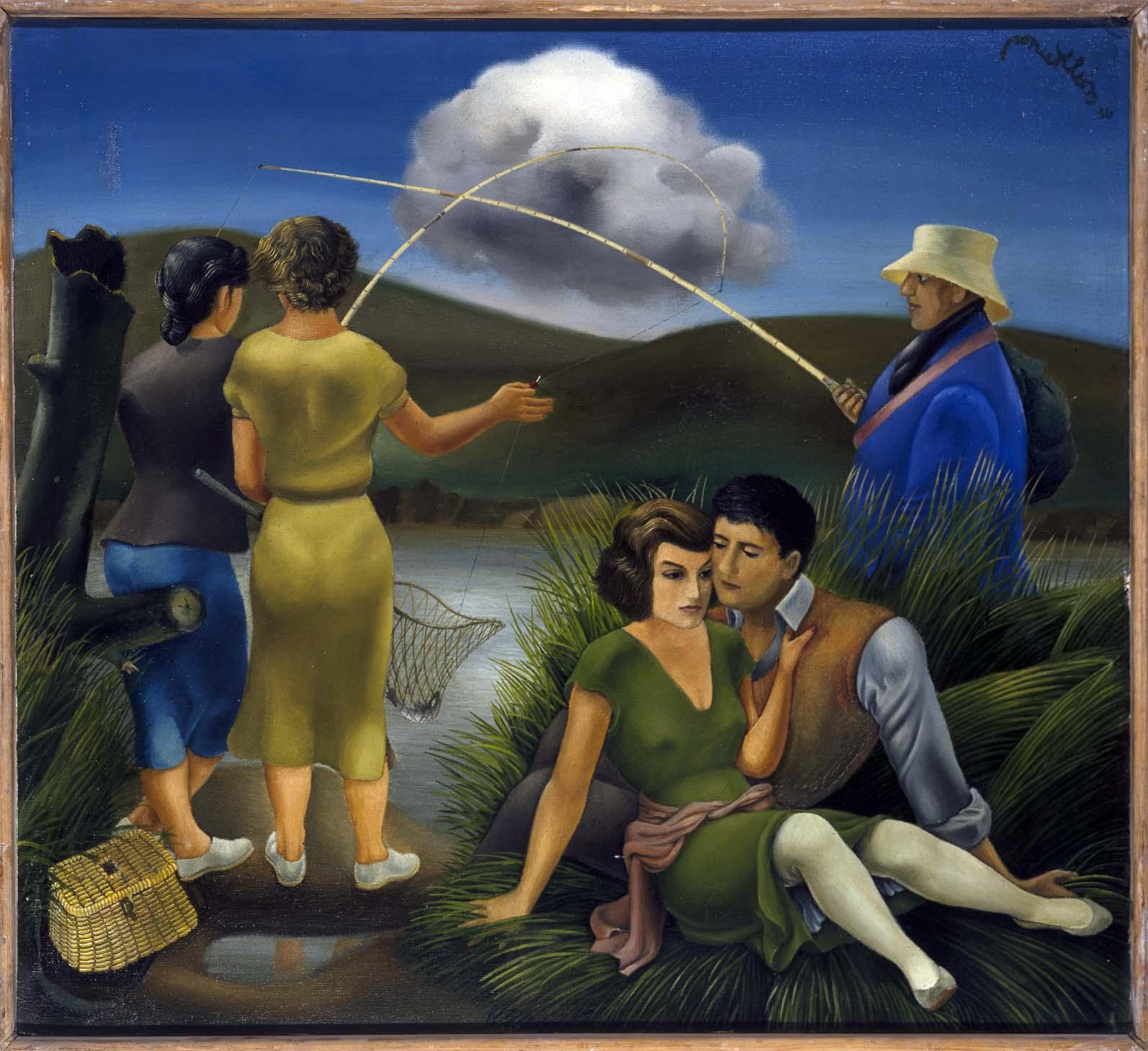
(画)アルフォンソ・ポンセ・デ・レオン 「漁師と若者たち」 (1936)